# Nycteropa subovalis
Nycteropa subovalis is een vlindersoort uit de kleine familie van Oenosandridae. Deze vlinders komen uitsluitend voor in het zuidoosten van Australië.
De volwassen vlinder heeft een spanwijdte van ongeveer 4 cm. De vleugels zijn grijs, de achtervleugel iets lichter dan de voorvleugel. Over de voorvleugel lopen enkele parallelle zwarte golflijnen.